# Rambo (franchise)

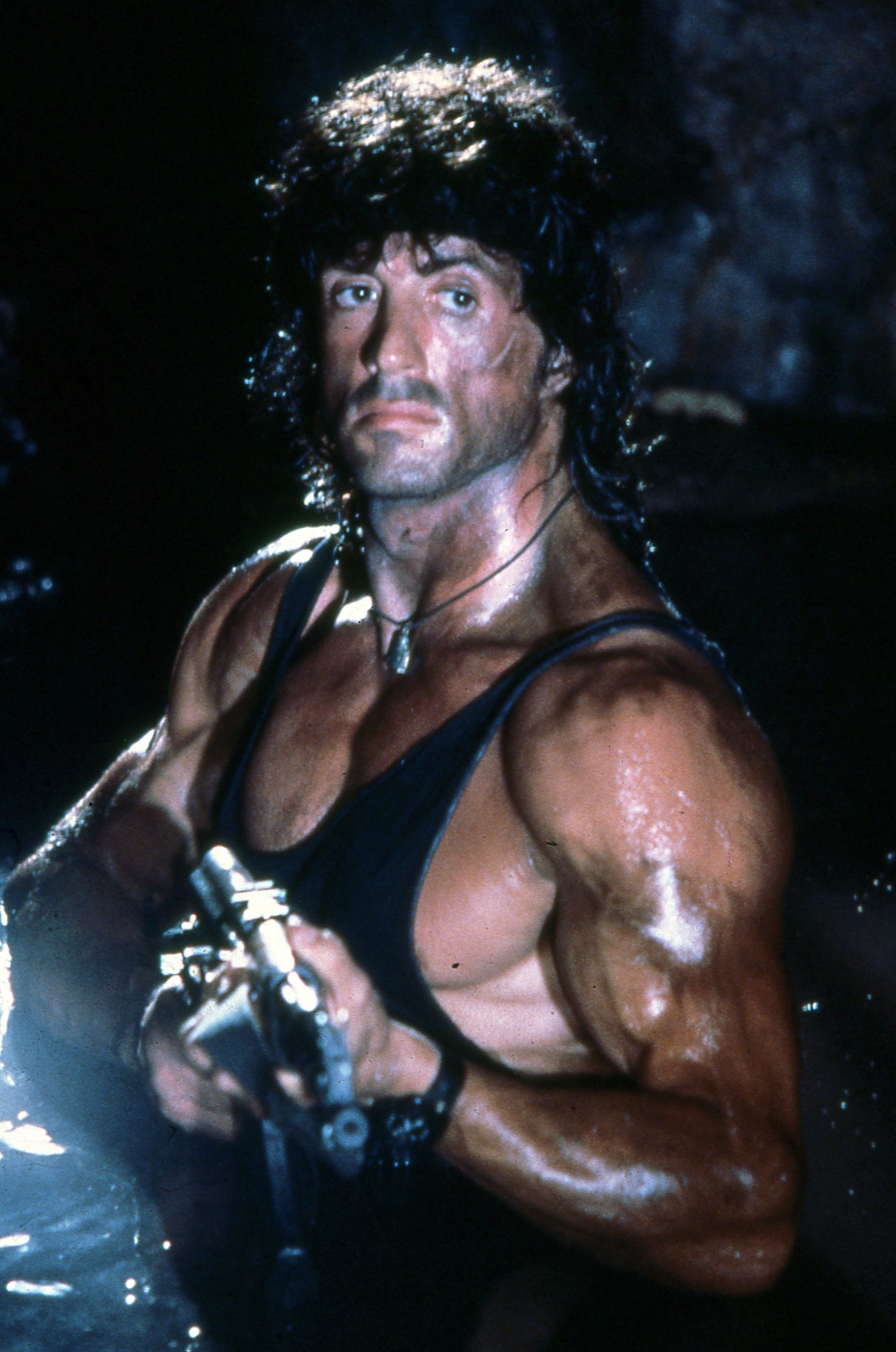
Il protagonista Sylvester Stallone nel terzo capitolo

Rambo è una popolare saga cinematografica che narra le gesta del personaggio cinematografico John Rambo, ideato da David Morrell e interpretato dall'attore/regista Sylvester Stallone. I film della serie si sviluppano in un arco di tempo di 37 anni, dal 1982 al 2019.

## Film
1. Rambo (First Blood), regia di Ted Kotcheff (1982)
2. Rambo 2 - La vendetta (Rambo: First Blood Part II), regia di George Pan Cosmatos (1985)
3. Rambo III, regia di Peter MacDonald (1988)
4. John Rambo (Rambo), regia di Sylvester Stallone (2008)
5. Rambo: Last Blood, regia di Adrian Grunberg (2019)

## Trame

### Rambo
Nel primo film, Rambo vaga per gli Stati Uniti e arrivato nella fittizia cittadina di Hope (Washington), cerca un suo amico, Delmore Barry, e scopre che questi è morto di cancro per esposizione all'Agente Arancio.
Decide così di cercare un lavoro momentaneo e un pasto nella cittadina, ma incontra lo sceriffo Teasle, il quale gli spiega che da loro i vagabondi non sono ben accetti e gli chiede di andarsene, lasciandolo sul ponte al confine del paese.
Nonostante gli avvertimenti, Rambo decide di tornare a Hope, poiché non ha fatto nulla di male, ma il prepotente Teasle, compiendo un abuso di potere, lo arresta per vagabondaggio. Successivamente lo affida ai suoi vice, che lo torturano e lo umiliano, fino a che egli perde la pazienza (poiché questi metodi gli fanno tornare in mente le torture ricevute in Vietnam) e, dopo averli stesi, scappa e si rifugia sulle colline.
Così la polizia lo insegue, ma Rambo riesce a tenerli in scacco grazie al suo addestramento e alle trappole da lui costruite. Viene così chiamato il Col. Samuel Trautman, suo comandante in Vietnam, che parlandogli alla radio cerca di convincerlo ad arrendersi, ma egli rifiuta. Il giorno dopo viene di nuovo inseguito e circondato davanti a una miniera, dove resta intrappolato.
Dato per morto, Rambo riesce a liberarsi, rubare un furgone carico di M-60 e, arrivato in città, fa esplodere una pompa di benzina e si intrufola nella centrale, riuscendo anche a colpire Teasle, ma senza finirlo. Trautman lo convince poi a consegnarsi alla polizia.

### Rambo 2 - La vendetta
Rambo sta scontando la pena in un penitenziario, quando viene incaricato da Trautman di tornare in Vietnam per cercare i prigionieri rimanenti. Il capo della missione, Marshall Murdock, soldato corrotto, ordina a Rambo di portare solo delle foto per dimostrare che non ci sono più prigionieri.
Arrivato in Vietnam incontra Co, una vietnamita ribelle che gli è stata data come partner. Trovato
un campo di prigionia, riesce a salvare un prigioniero, ma quando Murdock lo scopre annulla la missione e lascia Rambo nelle mani dei soldati vietnamiti e sovietici, che sono alleati.
Intrappolato nel campo, viene aiutato a fuggire da Co e successivamente se ne innamora promettendole di portarla con sé quando tornerà in America.
Ma in un agguato dei soldati nemici, Co resta uccisa, scatenando così la rabbia di Rambo.
Così il berretto verde affronta i soldati nemici, libera i prigionieri e li porta in salvo, decidendo alla fine di non tornare in America e di rimanere a vivere in Asia.

### Rambo III
Rambo ora vive in Thailandia, dove aiuta dei Monaci buddhisti a restaurare il loro monastero, partecipando a degli incontri di lotta per vincere denaro che poi dona loro.
Un giorno riceve la visita di Trautman, il quale gli chiede di partecipare a una missione in Afghanistan per fornire ai Mujahideen delle armi per combattere contro gli occupanti russi, ma Rambo rifiuta.
Dopo che però Trautman viene catturato dai russi, Rambo decide di partecipare alla missione e arriva in Pakistan dove si allea con un gruppo di ribelli. Dopo un primo tentativo fallito di liberare Trautman, Rambo riesce a farlo uscire dalla base russa e scappano su un elicottero che però poco dopo li lascia a piedi.
Dopo uno scontro in una grotta con i russi vengono circondati dai nemici, ma i mujahideen arrivano ad aiutarli. Alla fine Rambo riesce a uccidere il comandante dei sovietici, Zaysen, facendo esplodere il suo elicottero Mil Mi-24 andandoci contro con un carro armato, e sconfiggendolo definitivamente, grazie anche all'aiuto dei nuovi alleati, i nemici.

### John Rambo
Rambo lavora ora su un battello al confine tra la Thailandia e la Birmania, dove infuria un conflitto da molti anni. Un giorno alcuni missionari gli chiedono di essere accompagnati sul fiume per portare aiuti umanitari, poiché sarebbe troppo pericoloso attraversare la strada a piedi per via delle mine antiuomo.
All'inizio riluttante, successivamente decide di accompagnarli in un posto prestabilito. Tempo dopo, viene a sapere che i missionari sono stati catturati e sono reclusi in un campo militare birmano e parte alla loro ricerca insieme ad un gruppo di mercenari, guidati dal rude Lewis, che sono stati pagati per liberarli.
Lui e gli altri escogitano un piano per liberare entro 15 minuti gli ostaggi, che nel campo militare subiscono atroci torture. Così Rambo uccide vari soldati e libera i missionari. Ma l'esercito, scoperti gli ostaggi mancanti, organizza una caccia all'uomo. Rambo, la missionaria Sarah e il giovane mercenario Schoolboy, rimasti indietro durante la fuga dal campo, scapperanno da soli nella giungla, braccati dai soldati birmani che però cattureranno Lewis, il missionario Michael Burnett e gli altri mercenari.
Proprio quando stanno per essere giustiziati, Rambo irrompe con un camion rubato ai soldati e, sparando con una poderosa mitragliatrice, falcia l'esercito birmano, aiutato anche da un gruppo di ribelli Karen appena accorsi, riuscendo così a vincere la battaglia.
Alla fine del film, incoraggiato da Sarah, decide di tornare negli Stati Uniti.

### Rambo: Last Blood
Rambo vive nel ranch ereditato dal padre, condividendolo con Maria e Gabrielle Beltran. La seconda delle due parte alla ricerca del padre con un'amica, all'insaputa di Rambo e Maria. Dopo averlo trovato in Messico ed aver avuto una discussione con lui, viene drogata e rapita in un locale.
Preoccupato, Rambo arriva in Messico ed inizia ad interrogare le ultime persone che hanno visto Gabrielle prima del rapimento e finisce ad affrontare l'intero cartello messicano responsabile, che, dopo aver picchiato l'ex berretto verde, promettono di maltrattare la ragazza a lui cara.
Rambo si riprende grazie alle cure della giornalista Carmen Delgado, che aveva indagato in precedenza sul cartello che ha rapito Gabrielle. Successivamente, Rambo trova la ragazza in un bordello, ma purtroppo non riesce a salvarla dalla morte per overdose.
Infuriato, Rambo torna al ranch e per prudenza allontana Maria, preparando numerose trappole per i messicani, che non tardano ad arrivare: vengono tutti uccisi dalle trappole di Rambo o da lui stesso, che lascia per ultimo Hugo, il direttore del cartello, e lo uccide brutalmente.
Ferito e stanco, Rambo si siede contemplando il ranch: continuerà a combattere per i suoi cari morti e per mantenerne vivo il ricordo.

## Incassi
| Anno           | Film                  | Budget      | Box office   | Box office   | Box office |
| Anno           | Film                  | Budget      | Stati Uniti  | Mondo        |            |
| -------------- | --------------------- | ----------- | ------------ | ------------ | ---------- |
| 1982           | Rambo                 | $14 000 000 | $47 212 904  | $125 212 904 |            |
| 1985           | Rambo 2 - La vendetta | $44 000 000 | $150 415 432 | $300 400 432 |            |
| 1988           | Rambo III             | $63 000 000 | $53 715 611  | $189 015 611 |            |
| 2008           | John Rambo            | $50 000 000 | $42 754 105  | $113 244 290 |            |
| 2019           | Rambo: Last Blood     | $50 000 000 | $44 819 352  | $91 490 353  |            |
| Totale incassi | Totale incassi        |             | $338 906 479 | $819 363 590 |            |

L'intera saga di film su Rambo (al 2013, escluso Last Blood) è al 31º posto nella classifica dei più grandi incassi delle saghe del cinema, con un record di incassi totale di 1.459.492.926 dollari.

## Videogiochi
Numerosi videogiochi sono ufficialmente basati su uno o più film di Rambo.
- Rambo (1985, MSX), sparatutto basato su Rambo 2
- Rambo: First Blood Part II (1985, vari computer), sparatutto basato su Rambo 2
- Rambo: First Blood Part II (1985, Apple II e DOS), avventura testuale basata su Rambo 2
- Rambo: First Blood Part II (1986, SMS), sparatutto basato su Rambo 2
- Super Rambo Special (1986, MSX), sparatutto basato su Rambo 2
- Rambo (1987, NES), platform basato su Rambo 2
- Rambo III (1988, vari computer), sparatutto basato su Rambo 3
- Rambo III (1988, SMS), sparatutto in prima persona basato su Rambo 3
- Rambo III (1989, arcade), sparatutto in terza persona basato su Rambo 3
- Rambo III (1990, SMD), sparatutto basato su Rambo 3
- Rambo (2008, arcade), sparatutto con pistola ottica basato sui primi tre film
- Rambo: The Video Game (2014, varie), sparatutto su rotaie basato sui primi tre film

### Altri videogiochi
Nel videogioco Mortal Kombat 11 l'estensione "Kombat Pack 2" aggiunge John Rambo come personaggio giocabile.

## Serie animata
Di Rambo è stata realizzata anche una serie animata, prodotta dalla Ruby-Spears, intitolata Rambo: The Force of Freedom (solamente Rambo nell'edizione italiana), che ebbe tuttavia meno fortuna dei film. La serie, messa in onda nel 1986 in contemporanea alla commercializzazione di una linea di action figure della Coleco, vedeva il protagonista alla guida di una squadra speciale che lottava contro un gruppo terroristico. Era destinata ad un target molto più giovane rispetto a quello dei film e il livello di violenza raffigurato era quasi inesistente.